# Teen Titans Go!

Logo van Teen Titans Go!

Teen Titans Go! (TTG) is een Amerikaanse animatieserie. Waarin de hoofdrol vertolkt wordt door jeugdige versies van de karakters Robin, Raven, Beast Boy, Cyborg, Starfire uit het DC Comics-universum. Ze zijn getekend in de chibistijl. Een aantal afleveringen zijn bewust in een andere stijl getekend. Naast het bestrijden van allerhande tegenstanders hebben ze te maken met onderlinge irritaties en lammerenliefde. De serie is een spin-off van de eerdere tekenfilmserie Teen Titans, beiden geproduceerd door DC Entertainment. Teen Titans Go! werd vanaf 2013 voor het eerst uitgezonden door Cartoon Network. In 2018 kwam de film Teen Titans Go! To the Movies uit, die op de serie is gebaseerd. Later werd ook het gevolg Teen Titans Go! vs Teen Titans uit, dat een crossover was met de vorige serie.

## Synopsis
De vijf Teen Titans leven samen in een hoofdkwartier op een rots voor de kust van Jump City. Ondanks dat ze tieners zijn, leven ze zonder hun ouders. De situaties waarin ze terecht komen zijn vooral komisch. Veel andere karakters uit het DC-universum hebben gastrollen in de serie maar vaak wel op een andere manier en gewoonlijk wordt met deze karakters de draak gestoken. In veel afleveringen hebben Batman en Commissaris James Gordon een cameo. Ook typische kindervrienden zoals de tandenfee, kerstman en paashaas komen in de serie voor maar dan wel als engerds.
Naast het bestrijden van allerlei schurken en monsters hebben ze ook vooral met elkaar te maken. Veel afleveringen spelen zich dan ook in het hoofdkwatier af. Ze hangen op de bank, maken ruzie over kleine dingen en zijn verliefd. Vaak verliezen de hoofdpersonages zich in hun eigen fantasie. Verder worden er veel pizza’s hamburgers burrito’s en wafels gegeten wat ook weer tot onderlinge discussie leidt. Veel afleveringen bevatten een simpel lesje over bijvoorbeeld geschiedenis, mythologie of economie waar dan vervolgens weer de draak mee gestoken wordt.

## Personages

### Teen Titans Go (West)
- Robin ziet zichzelf als de aanvoerder van het vijftal. De andere Titans nemen hem daarin niet altijd serieus. Robin is de enige Titan zonder speciale krachten maar hij heeft wel een aantal wapens. En voordat Robin het team bij elkaar bracht werkte hij voor Batman. Robin is verliefd op Starfire, maar de liefde is niet helemaal wederzijds of Starfire heeft dat niet goed door. Robin heeft als wees in het circus gewerkt als acrobaat, vandaar dat hij acrobatische krachten heeft.
- Starfire is een prinses afkomstig van de planeet Tamaran. Ze heeft een warm hart vol vriendelijkheid en naïviteit. Ze kan sneller vliegen dan het licht en groene energiebollen afschieten met haar ogen. Starfire heeft een huisdier, Silkie, die een gemuteerde mot is. Ze beseft niet helemaal dat Robin verliefd is op haar of ze voelt niet hetzelfde voor hem. Starfire beheerst de menselijke taal niet goed, waardoor ze vaak de verkeerde woorden of zinnen gebruikt. Verder heeft ze een boze tweelingzuster Blackfire waar ze van houdt.
- Beast Boy is een kleine groene jongen die zich in elk dier kan veranderen. Vaak is hij een kat. Vanwege deze eigenschap is hij vegetariër. Hij en Cyborg zijn boezemvrienden omdat ze zoveel gemeen hebben, behalve Cyborg's voorkeur voor vlees. Hij is verliefd op Raven maar ook op een van de tegenstanders, Terra.
- Raven is een halfdemon. Haar moeder is een mens en haar vader Trigon is een demon. Ze haat haar demonische wederhelft en heeft daarom een slechte relatie met haar vader die erop staat dat ze de macht over de wereld grijpt en de Aardbewoners tot slaven maakt. Raven is bij de TTG gekomen om haar vader dwars te zitten. Ze gedraagt zich vaak stoïcijns. Ze kan voorwerpen met haar gedachten bewegen en doorgangen naar andere universa openen. Verder is Raven dol op Pretty Pretty Pegasus, een parodie op My Little Pony. Raven is ook verliefd op Beast Boy, hoewel ze dit liever niet toegeeft omdat Beast Boy soms gênante dingen doet.
- Cyborg is een cyborg, half mens en half machine. Hij kan zijn lichaam tot allerlei wapens verbouwen. Hij en Beast Boy zijn boezemvrienden, omdat ze veel gemeen hebben. Ze houden allebei van lui op de bank hangen, videospelletjes, tv kijken en lekker eten. In tegenstelling tot Beast Boy is Cyborg vooral een vleesliefhebber. Hij is verliefd op Jinx, die tot de rivaliserende HIVE behoort.
- Bumblebee (Engels voor hommel) is in seizoen zes in een paar afleveringen de zesde Titan. Voor die tijd was ze de leider van de Titans East. Ze kan zich zo klein maken als een bij, pijnlijk steken en andere bijen op commando laten aanvallen. Bumblebee ging uiteindelijk weg bij de TTG toen ze realiseerde dat de heldengroep eigenlijk incompetente idioten zijn. Ze zat eerst bij de TTG-Oost en nadat ze bij de TTG-West wegging, ging ze solo als Batbee.

### Teen Titans East
Dit is een soortgelijke groep superhelden en ondanks wat rivaliteit werken ze samen met de Teen Titans om het kwaad te bestrijden.
- Aqualad is een zeemeerjongen die onderwatersuperkrachten heeft. Hij is een parodie van Aquaman. Hij wordt beschouwd als de koning van de zeebewoners. Hij haat het als anderen vis of ander soorten zeedieren eten. Hij heeft een zwak voor Raven tot hij haar duistere kant ontdekte. Een korte tijd had hij verkering met Terra.
- Kid Flash is een jongen met supersnelheidkrachten. Hij kan sneller rennen dan het geluid. Een keer heeft hij met Robin gestreden om de leiderschap van de TTG-West en gewonnen. Maar bij de tweede uitdaging verloor hij, ondanks dat Robin vals speelde. Hij is de parodie van Flash.
- Mas & Minos zijn een tweeling die ook supersnelheidskrachten hebben. Ze praten met een Spaans accent, wat betekent dat ze of uit Spanje of uit een Latijns-Amerikaans land komen.
- Speedy is een jongen die boogschietsuperkrachten heeft. Hij is een leerling van de Green Arrow en tevens een rivaal van Robin, zowel in misdaadbestrijding als in de liefde. Starfire ging één keer met hem uit.

Bumblebee behoorde eerst ook tot de TTG-Oost, maar ging om onduidelijke redenen bij de TTG-West tot ze er genoeg van had en voor zichzelf begon.

### HIVE Five
Dit zijn tegenstanders van de Teen Titans. Ze hebben hun eigen hoofdkwartier, eveneens op een rots in zee.
- Gizmo is een kleine jongen in de formaat van een baby. Bespottingen over zijn lengte maken hem razend. Hij is een technische genie die steeds weer nieuwe wapens of werktuigen bouwt. Ondanks zijn voorkomen is hij de leider van de HIVE Five.
- Mammoth is de domme kracht van de HIVE Five. Hoewel hij bijna niks zegt, kan hij wel praten.
- Jinx is een soort heksachtig schepsel. Met haar krachten is ze in staat mensen in het ongeluk te storten. Ze is een vijand van de TTG, maar één keer per maand houdt ze met Starfire en Raven een meidenstapavond. Ze is het enige vrouwelijke lid van de HIVE en ze is verliefd op Cyborg, ondanks het feit dat ze eigenlijk aartsvijanden horen te zijn.
- See-More is een cycloop die met zijn ene oog midden op zijn voorhoofd laserstralen kan schieten.
- Billy Numerous is de jongen zonder ogen die zijn vijanden in de war kan brengen door zich razendsnel te vermenigvuldigen. Hij kan zijn vijanden met honderd dubbelgangers te lijf gaan of hij kan zijn dubbelgangers gebruiken door zijn vijand te misleiden en hem in de rug aan te vallen.

### Andere vijanden
- Doctor Light is een superschurk die lichtgerelateerde superkrachten heeft. Zijn voornaam is Arthur. Hij praat met een licht bekakt Engels accent en houdt zich graag aan de etiquette. Maar ondanks dat is hij een wrede vijand voor de TTG.
- Brother Blood is de grootste vijand, op Slade na, voor de TTG. Hij heeft superkrachten waarmee hij de gedachten en de geest van mensen kan beheersen. Verder heeft hij een kleine robot, Pijnbot, die hij ontworpen heeft om zijn vijanden te martelen. Later bouwt hij een ander robot, Folterbot, omdat Pijnbot een ziel blijkt te hebben waardoor die ongeschikt is geworden voor het vuile werk.
- Control Freak is een superschurk die zijn vijanden in televisieseries kan transporteren. Hij ziet eruit als een echte luie zitzak die de hele dag op de bank voor de televisie hangt en snacks eet en frisdrank drinkt. Hij ziet zichzelf als een echte kenner van televisieseries en meent daarom ook bepaalde actiehelden, vooral de TTG, te bekritiseren.
- The Brain is een robot die kan overleven door zijn lichaam los te laten en met metalen poten en ledematen zich voort kan bewegen. Hij is tevens de leider van de Broederschap van het Kwaad. Hij gebruikt chemische krachten om zijn vijanden ermee te verlammen of hun superkrachten tijdelijk te verstoren.
- Killer Moth is een superschurk die ooit een vijand van Batman was en sinds Batman met pensioen is van de TTG. Hij is tevens de vader van Kitten, een ander schurk. Hij heeft de superkrachten van een mot, zoals supersonische radar waardoor hij zijn vijanden kan opsporen of in de war brengen. Verder kan hij ze ook een allergische reactie bezorgen met zijn stofvleugels.
- Blackfire is de kwaadaardige tweelingzuster van Starfire die haar van haar planeet heeft verbannen toen ze daar de macht gegrepen heeft. Ze heeft dezelfde superkrachten als Starfire. Ze is listig, manipulatief en gewetenloos. Ze schijnt een oogje te hebben op Robin, wat zeker niet wederzijds is.
- Tooth Fairy is de parodie van het kinderfabelfiguur de Tandenfee. Het is niet eens duidelijk of het een zij of een hij is. De Tooth Fairy steelt de tanden van kinderen om ze op te eten. Hierdoor vinden de TTG hem of haar een enorme griezel. Vaak eindigt hij zijn zinnen met "ta-ta-ra-taaa".
- Easter Bunny is de parodie op de paashaas. Ook van dit wezen is het niet duidelijk of het een hij of een zij is, want het ligt namelijk zijn eigen paaseieren. Hij wil graag dat anderen van zijn eieren eten, maar iedereen vindt ze alles behalve lekker. Op het laatst wordt hij dikke vrienden met de Tooth Fairy.
- Kitten is de verwende dochter van Killer Moth en ze komt maar één keer voor in aflevering "Left Leg" waarin de Teen Titans haar proberen tegen te houden nadat ze een bank had overvallen.
- Terra is een superschurk die de aarde kan beheersen. Ze probeerde in het begin Beast Boy te manipuleren om aan belangrijke gegevens te komen van de TTG om dit aan andere schurken te verkopen. Raven was de enige die haar door heeft en stuurde haar naar een ander dimensie. Af en toe haalt ze Terra uit de dimensie voor een meidenstapavond.
- Rose Wilson is de dochter van de superschurk Slade. Aanvankelijk was ze bevriend met Raven, maar later werd ze toch haar vijand. Ze houdt van stoere taal en een koude uitstraling. Ze houdt niet van gevoeligheid.
- Money Mummy is een grote mummie met een gleufhoed, witte boord met een groene stropdas om. Hij was de leider van een piramidespel waar Beast Boy, Cyborg, Starfire en Raven aan meededen, ondanks de waarschuwingen van Robin. Omdat ze hem niet konden betalen, nam hij ze gevangen om piramides te bouwen.

## Andere bondgenoten
- The Atom is een superheld die zich zo klein kan maken als een mier en toch de kracht van een zwaargewichtheffer kan behouden. Hij werd één keer gevraagd door Robin om hem te helpen The Brain uit te schakelen die een groot gevechtsuitrusting had gemaakt. Robin was vergeten dat Bumblebee, een nieuw lid van de TTG-West, zich ook kon verkleinen, waardoor The Atom eigenlijk overbodig werd. The Atom eist daarom een gevecht tussen hem en Bumblebee.
- Young Justice is een groep superhelden die één keer de HIVE Five versloeg en Robin besloot om ook serieus te worden, net als zij. De Young Justice waarschuwde de TTG-West om niet al te serieus te worden waar Robin niet naar luisterde met rampzalige gevolgen. De Teamleden zijn Aquadude (water), Superboy (lucht), Miss Martian (buitenaards) en Artemis (boogschieten).
- Doom Patrol is een superheldengroep waar Beast Boy zijn zomer bij doorbrengt. Het bestaat uit Chief die in een rolstoel vast zit en de leider is. Zijn rolstoel is een geavanceerd wapen. Elasti-Girl is de vrouw die haar lichaam kan uitrekken en van vorm kan veranderen. Ze speelt de moederfiguur over de andere leden. Robot Man die lijkt op C3PO en een doetje. Hij praat met een Duits accent. Negative Girl die lijkt op een zwarte geest in een mummiekostuum. Ze leven naast de woning van The Brain.

In hun avonturen komen ze vele terugkerende tegenstanders tegen. Een belangrijke groep is de HIVE, bestaande uit vijf slechteriken. Ook zij wonen in een hoofdkwartier op een rots voor de kust. Een ander terugkerend figuur is Trigon. Hij is een demon en de vader van Raven. Hij komt regelmatig op bezoek, is manipulatief en probeert Raven over te halen om weer slecht te worden. De pijnbot is een kleine robot, gebouwd door Brother Blood, bedoeld om zijn tegenstanders te martelen. In latere afleveringen blijkt deze robot eenzaam en verdrietig waarna deze bevriend raakt met Cyborg.

## Stemmen
- Robin: Bart Fennis
- Cyborg: Fernando Halman
- Starfire: Donna Vrijhof
- Raven: Relinde de Graaff
- Beast Boy: Nathan van der Horst
- Trigon: Frans Limburg